# 瓦奇瓦尼山
14°54′56″S 73°40′50″W / 14.91556°S 73.68056°W
瓦奇瓦尼山（Wachwani），是秘魯的山峰，位於該國中南部阿亞庫喬大區，由帕里納科查斯省的科拉科拉區負責管轄，屬於安地斯山脈的一部分，海拔高度4,600米。